# اختبار لوفليس
اختبار لوفليس، المعروف أيضًا باسم اختبار اكتمال الذكاء الاصطناعي ، هو مفهوم مقترح لتقييم قدرات أنظمة الذكاء الاصطناعي. أُخذ اسمه من آدا لوفليس ، عالمة الرياضيات والكاتبة في القرن التاسع عشر والتي غالبًا ما يُنسب إليها باعتبارها أول مبرمج حاسوب في العالم. تم تصميم اختبار لوفليس لتقييم ما إذا كان نظام الذكاء الاصطناعي يمتلك قدرات إبداعية ومبتكرة مماثلة للذكاء البشري الإبداعي. يتجاوز هدف الاختبار تقييم قدرة الذكاء الاصطناعي على أداء مهام محددة ويركز على قدرته على توليد مخرجات جديدة ومبتكرة.

## المعايير
يقترح الاختبار مجموعة من المعايير التي يجب أن يفي بها نظام الذكاء الاصطناعي لاجتياز اختبار لوفليس. تشمل هذه المعايير:
1. الأصالة: يجب أن يكون نظام الذكاء الاصطناعي قادرًا على إنتاج مخرجات جديدة لم تتم برمجتها أو توقعها بشكل صريح من قبل مبتكريها.
2. الاستقلالية: يجب ألا يعتمد نظام الذكاء الاصطناعي على التعليمات المبرمجة مسبقًا فحسب ، بل يجب أن يكون قادرًا على إنشاء مخرجات بناءً على عملياته الداخلية واتخاذ القرار.
3. الإبداع: يجب أن يكون نظام الذكاء الاصطناعي قادرًا على إنتاج مخرجات تظهر التفكير الإبداعي والابتكار والقدرة على تجاوز التعرف البسيط على الأنماط.
4. الفهم السياقي: يجب أن يُظهر نظام الذكاء الاصطناعي فهماً للسياق الذي يعمل فيه وأن يكون قادراً على إنتاج مخرجات ذات صلة ومناسبة في هذا السياق.

يهدف اختبار لوفليس إلى دفع حدود قدرات الذكاء الاصطناعي والتأكد من أن أنظمة الذكاء الاصطناعي يمكنها إظهار إبداع يشبه الإنسان ومهارات حل المشكلات ويشير اجتياز اختبار لوفليس إلى أن نظام الذكاء الاصطناعي يمكن أن يولد مخرجات أصلية ومبتكرة ، مما يساهم في مجالات مثل الفن والموسيقى والأدب والاكتشاف العلمي. من المهم ملاحظة أن اختبار لوفليس هو إطار عمل مفاهيمي وليس معيارًا مقبولًا على نطاق واسع لتقييم أنظمة الذكاء الاصطناعي. يتطور مجال أبحاث الذكاء الاصطناعي باستمرار، وقد تظهر اختبارات ومعايير جديدة مع تقدم فهمنا للذكاء الاصطناعي.